# Marc Savasta
Pour l’article homonyme, voir Savasta.
Vous pouvez aider à l'améliorer ou bien discuter des problèmes sur sa page de discussion.
- Il ne cite pas suffisamment ses sources. Vous pouvez indiquer les passages à sourcer avec {{référence nécessaire}} ou {{Référence souhaitée}}, et inclure les références utiles en les liant aux notes de bas de page. (Marqué depuis avril 2017)
- Sa forme n’est pas encyclopédique et ressemble trop à un curriculum vitæ. Modifiez le texte pour aider à le transformer en article neutre. (Marqué depuis avril 2017)

- Archive Wikiwix
- Bing
- Cairn
- DuckDuckGo
- E. Universalis
- Gallica
- Google
- G. Books
- G. News
- G. Scholar
- Persée
- Qwant
- (zh) Baidu
- (ru) Yandex
- (wd) trouver des œuvres sur Wikidata

Marc Savasta, né en 1957 à Alger, est un neurobiologiste français.

## Travaux de recherche et apport scientifique
Les travaux de recherche de Marc Savasta sont centrés sur la physiopathologie de la maladie de Parkinson. Ses études se sont intéressées la plasticité du système dopaminergique nigrostrié chez le rongeur et le primate non humain et plus récemment sur les mécanismes qui sous-tendent l'efficacité thérapeutique de la stimulation haute fréquence (SHF) du noyau sous-thalamique dans la correction des symptômes moteurs de cette pathologie et dans les symptômes neuropsychiatriques associés. 

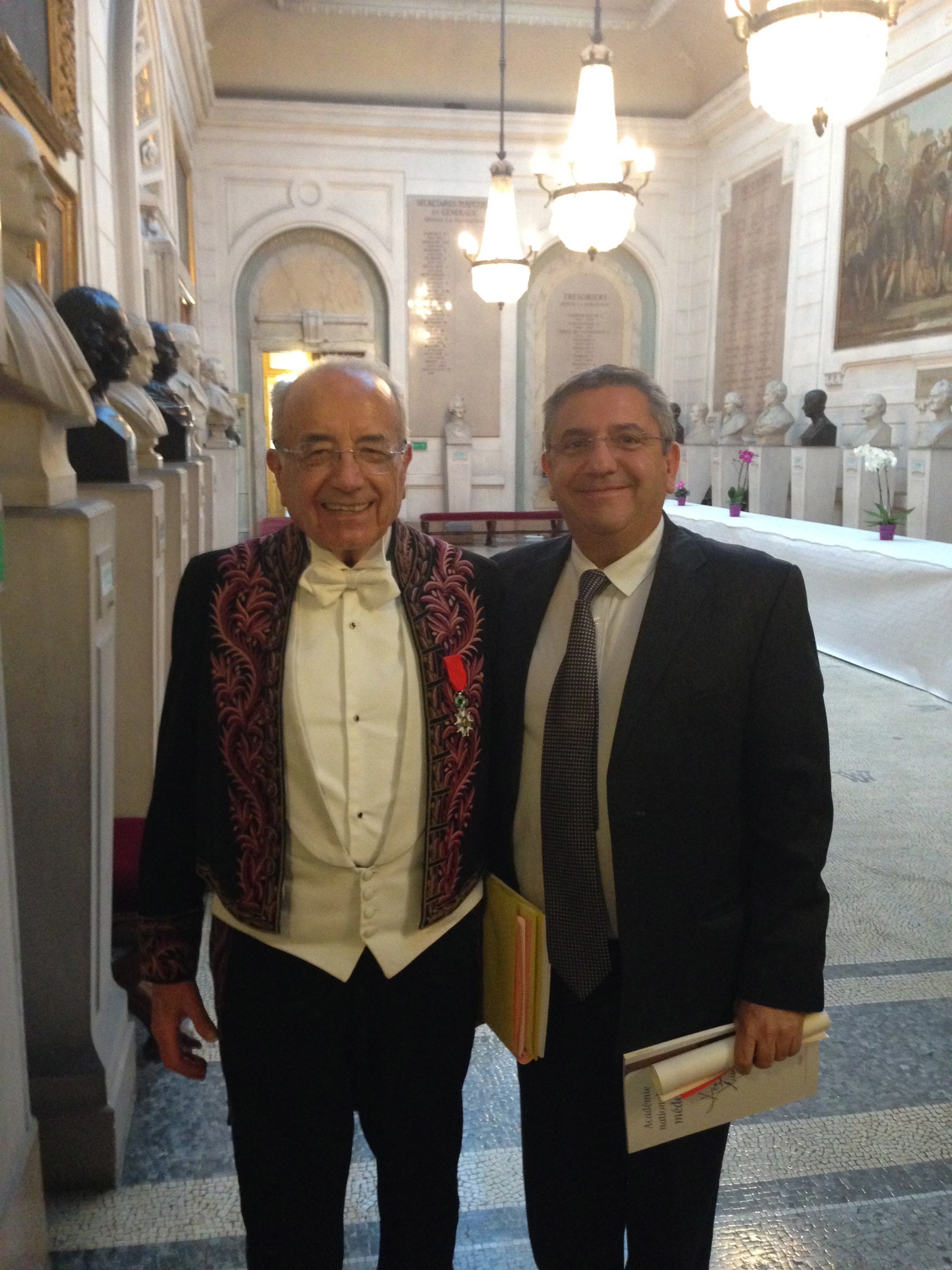
Marc Savasta (à droite) et Daniel Couturier (à gauche) secrétaire adjoint de l'Academie Nationale de la Medecine Francaise en Décembre 2014

## Prix et distinctions

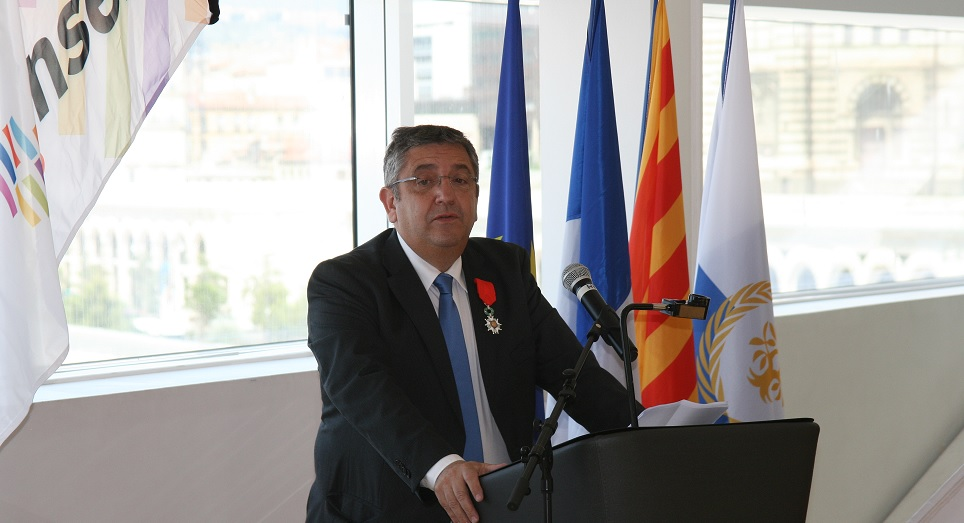
Marc Savasta lors de sa remise du titre de Chevalier de la Légion d'Honneur à Marseille en juillet 2015

### Lauréat et Prix de Recherche
Cette section ne s'appuie pas, ou pas assez, sur des sources secondaires ou tertiaires indépendantes du sujet.

Pour l'améliorer, ajoutez-en, ou placez des modèles {{Source secondaire souhaitée}} ou {{Source secondaire nécessaire}} sur les passages mal sourcés. (août 2024)
- Fondation Simone et Cino del Duca (Octobre 1986 et septembre 2004)
- Fondation Recherche Médicale, 1987
- Fondation NRJ - Institut de France, 2004
- Fondation France Parkinson, 2006 et 2009
- Prime d’Excellence Scientifique Inserm de 2010 à 2015
- Académie Nationale de Médecine, Prix de Neurologie Aimée et Raymond Mande 2014[2]

### Distinction
- Chevalier de la Légion d'honneur – Promotion Avril 2015[3]
- Chevalier de l'ordre des Palmes académiques - Promotion Décembre 2021